# Юзмак (водохранилище)
Юзмак (Юз-Макское, Ленинское; укр. водосховище Ленінське) — водохранилище наливного типа Северо-Крымского канала на территории Керченского полуострова. Образовано в 1937 году на р. Самарли в с. Ленинское, Ленинского района в Крыму. Заполнено в 1948 году. Объем — 7,7 млн м³. Высота над уровнем моря — 38 м.

## Описание
Водохранилище используется для орошения и подачи воды в Ленинскую и Фронтовую системы водоснабжения, а также подпитки Сокальского группового водопровода. Водохранилище наливного типа, основной источник заполнения — Северо-Крымский канал. Имеет в длину 2,5 км. Площадь зеркала — 2,01 км². Средняя глубина — 3,8 м, наибольшая — 8 м.

## История
В районе урочища Юзмакск в 1937 году началось строительство водохранилища, предназначенного для снабжения водой посёлка при железнодорожной станции Семь Колодезей, где планировалось создать агрогород. Строительство возобновилось после окончания Великой Отечественной войны и было завершено в 1948 году. Объём водохранилища составлял 3,79 млн м³. В 1960-70-х годах водохранилище было реконструировано. Поскольку среднегодовой объём стока воды реки Самарли равен 2,67 млн м³, она не могла обеспечить наполнение водохранилища. Согласно проекту реконструкции, водохранилище было подключено к Северо-Крымскому каналу
В 1993 году по проекту Крымского филиала института «Укрдипроводхоз» была проведена ещё одна небольшая реконструкция водохранилища с наращиванием высоты плотины.
До 2013 года пополнялось водами Днепра. С 2014 года через Новоивановский гидроузел пополняется водами Биюк-Карасу. С 2015 года для пополнения также используют подземные водозаборы.

## Гидроузел
Высота земляной плотины из четвертичных глин и суглинков достигает 10 м; длина — 289 м; ширина по гребню — 7 м. В число водозаборных сооружений водохранилища входят: шахтная водозаборная башня, железобетонный водосброс, отводящий канал длиной 85 м и пропускной способностью 38 м³/с, сифонный водозабор в две нити (нижней стальной трубопровод диаметром 820 мм, протяжённостью 84,8 м и верхней с таким же диаметром, и длиной 67,5 м.).